# Bryobia tadjikistanica
Bryobia tadjikistanica är en spindeldjursart som beskrevs av Livshits och P. Mitrofanov 1968. Bryobia tadjikistanica ingår i släktet Bryobia och familjen Tetranychidae. Inga underarter finns listade.